# Sielsowiet Byteń
Sielsowiet Byteń (biał. Быценскі сельсавет; ros. Бытенский сельсовет) – sielsowiet na Białorusi, w obwodzie brzeskim, w rejonie iwacewickim, z siedzibą w Byteniu.
Według spisu z 2009 sielsowiet Byteń zamieszkiwało 2677 osób, w tym 2503 Białorusinów (93,50%), 125 Rosjan (4,67%), 24 Ukraińców (0,90%), 14 Polaków (0,52%), 10 osób innych narodowości i 1 osoba, która nie podała żadnej narodowości. Do 2020 liczba mieszkańców spadła do 2283 osób, zamieszkujących w 1076 gospodarstwach domowych.
Największą miejscowością jest Byteń z 1728 mieszkańcami, a kolejną Naliwki (213 mieszkańców). Żadną z pozostałych miejscowości nie zamieszkuje więcej niż 100 osób.

## Miejscowości
- agromiasteczko:
  - Byteń
- wsie:
  - Dołhe
  - Manciuty
  - Mironim
  - Naliwki
  - Pogórze
  - Przyborowo
  - Rudnia
  - Uhły
  - Zapole